# Louis Bornó

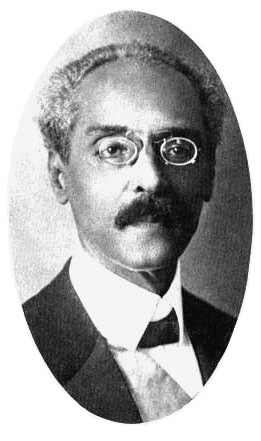
Louis Bornó

Borno 1926 bei einem Besuch in Washington

Eustache Antoine François Joseph Louis Bornó (* 20. September 1865 in Port-au-Prince; † 29. Juli 1942 in Pétionville) war ein haitianischer Politiker und Präsident von Haiti.

## Biografie

### Berufliche und politische Laufbahn
Nach der Schulausbildung absolvierte er 1887 ein Studium der Rechtswissenschaften in Paris, das er 1890 abschloss. Während seines Studiums gehörte er zu den Gründern der Gesetzgebungsgesellschaft (Societé de Légalisation), einer modernistischen Studentengruppe. Nach seiner Rückkehr nach Haiti war er zunächst als Professor für Rechtswissenschaften und danach 1899 als Diplomat in der Dominikanischen Republik tätig.
Seine politische Laufbahn begann er 1908 als Außenminister im Kabinett von Präsident Pierre Nord Alexis. Das Land, das durch die internen Kriege sowie die Fahrlässigkeit der Mehrzahl seiner Führungspersönlichkeit ruiniert war, weckte das Interesse der Vereinigten Staaten von Amerika, die aufgrund der Monroe-Doktrin nach dem Bau des Panama-Kanals ihren Einfluss auf die Staaten der Karibik ausdehnen wollten.
Ende 1914 legte die US-Regierung unter Präsident Woodrow Wilson ein Projekt zur Kontrolle der Zölle und Finanzen Haitis vor, das Bornó, der jetzt Außenminister der Regierung von Präsident Joseph Davilmar Théodore war, jedoch ablehnte. Die USA, die 1911 die Aneignung der Nationalbank durchgeführt haben, beschlagnahmten daraufhin die Geldreserven.

### Besatzung durch die USA 1915–1934

#### Außenminister und Aufstände gegen die Besatzungsmacht
Nachdem Théodores Nachfolger als Präsident, General Jean Vilbrun Guillaume Sam, am 28. Juli 1915 in das Gebäude der Botschaft von Frankreich geflüchtet war und dort durch eine aufgebrachte Menschenmenge umgebracht wurde, startete die USA noch am selben Tag eine Invasion durch die United States Marines.
Innerhalb kurzer Zeit ließen die USA eine Präsidentschaftswahl durchführen, aus der am 12. August 1915 Philippe Sudré Dartiguenave als neuer Präsident hervorging. Kurz darauf wurde Haiti de facto zu einem US-Protektorat. In den folgenden 19 Jahren blieben die USA vertreten durch ihre Truppen und einen Hohen Kommissar als Besatzungsmacht in Haiti.
Bornó wurde von Dartiguenave am 9. September 1915 zum Außenminister ernannt und führte in dieser Funktion Verhandlungen mit den USA zur wirtschaftlichen Entwicklung Haitis bei gleichzeitiger Ablehnung jeden Gebietsverzichts. Zwar kam es am 28. Februar 1916 zur Ratifizierung des Vertragstextes durch den Senat der Vereinigten Staaten, allerdings wurde der geistige Inhalt des Vertrages nicht respektiert, indem noch 1916 versucht wurde, den gesamten öffentlichen Dienst unter die Aufsicht der Gendarmerie zu stellen.
Bornó, der sich diesem Plan widersetzte, trat im Januar 1917 nach der Niederlage von Präsident Dartiguenave bei den Wahlen zur Verfassunggebenden Versammlung (Assemblée Constituante) zurück. Nachdem der Präsident ihn am 20. Juni 1918 erneut zum Außenminister ernannt hatte, trat er jedoch bald erneut zurück, da er den Einfluss des US-amerikanischen Finanzberaters auf die Regierung Haitis ablehnte. Außerdem war er 1918 auch als Finanzminister Mitglied des Kabinetts.
Zwar bauten die Amerikaner Straßen, Krankenhäuser und Telefonanlagen. Doch mit ihrem rassistischen Hochmut gegen Schwarze und Mulatten demütigten sie die Haitianer zutiefst. Die Besatzer verpflichteten für ihre Straßenprojekte Bauern zur Zwangsarbeit und ihr Kampf gegen die „Caco“-Rebellen forderte tausende Menschenleben. Der Voodoo wurde als „Satanskult“ unterdrückt. Das harte Vorgehen der Besatzungsmacht gegenüber der Bevölkerung Haitis verursachte daher bald Revolten, die zu bewaffneten Kämpfen der einfachen Landbevölkerung, den Cacos (Papageien), führten. Die Cacos waren seit dem Unabhängigkeitskrieg bewaffnet und pflegten eine Kultur der Revolte.
Enttäuscht über die Medienbericht und die Unwirksamkeit der Beschäftigungspolitik in Haiti beschloss der neue US-Präsident Warren G. Harding nach dem Bericht eines Untersuchungsausschusses im November 1921 die Arbeit der Besatzungsverwaltung zu verbessern und ernannte Brigadegeneral John H. Russell Jr. zum neuen Kommandeur der US-Besatzungstruppen, der zugleich als Außerordentlicher Botschafter Hoher Kommissar in Haiti war.

#### Erste Amtszeit als Präsident 1922–1926
Am 10. April 1922 wurde er durch den durch die Verfassung von 1918 eingeführten Staatsrat (Conseil d’État) zur Überraschung der USA als Nachfolger von Dartiguenave zum Präsidenten von Haiti gewählt und am 15. Mai 1922 offiziell als Präsident vereidigt. Bornós Präsidentschaft, der sich rasch mit General Russell arrangierte, wurde wegen ihrer Nähe zur US-Besatzungsmacht und der Zusammenarbeit mit dieser von der Opposition als zweiter Kopf einer Diktatur bezeichnet.
Innenpolitisch stellte die Presse in der Folgezeit die eigentliche Gegenbewegung zur Regierung von Russell und Bornó dar, bis dieser ein repressives Pressegesetz erließ, das ihm ermöglichte, Journalisten verhaften zu lassen.
Wirtschaftspolitisch war der Staatshaushalt völlig überschuldet. Die Auslandsverschuldung von 1914 entsprach laut Haushaltsplan den gesamten Haushaltseinnahmen von vier Jahren. Im Juni 1922 nahm er eine Anleihe in Höhe von 22 Millionen US-Dollar auf, die es ermöglichte die gesamten Staatsschulden zu bereinigen. Zeitgleich kam es zu einer Verminderung der Ausfuhrsteuer zugunsten der internen Steuern. Während seiner Amtszeit kam es zu einem Ausgleich der Handelsbilanz und des Staatshaushalts. Neben der Bekämpfung des Schmuggels gab es viele wichtige Infrastrukturmaßnahmen: Der Bau von 1700 Kilometern befahrbarer Straßen und von 189 Brücken, die Instandsetzung zahlreicher Kanäle, Bewässerungsprojekte, der Neubau von Schulen, Krankenhäusern und öffentlichen Gebäude sowie der Bau einer Trinkwasserleitung nach Port-au-Prince. Port-au-Prince war außerdem die erste Hauptstadt Lateinamerika, die über ein automatisches Telefonvermittlungsnetz verfügte.
Im öffentlichen Unterrichtswesen widersetzte sich Bornó allerdings einer Amerikanisierung, was den Hauptstreitpunkt mit General Russell darstellte. Die einzige Ausnahme, die zugelassen wurde, war die landwirtschaftliche Ausbildung: Neben einer zentralen Landwirtschaftsschule (École Centrale D'Agriculture) wurden 69 Bauernschulen (Fermés-École) im Land gegründet. Im Unterrichtswesen stützte er sich stattdessen auf die von der römisch-katholischen Kirche betriebenen Schulen, um mit geringen Kosten einen qualitativ hochwertigen Unterricht gewährleisten zu können, der dem amerikanischen Einfluss entzogen war. Vor dem Hintergrund, dass die französische Sprache vom einfachen Volk nicht gesprochen wurde, erließ er 1924 die erste Präsidialbefugnis zur Verwendung der kreolischen Sprache im Schulunterricht.

#### Wiederwahl und zweite Amtszeit als Präsident 1926–1930
Der Staatsrat, dessen 21 Mitglieder von Präsident Bornó selbst ernannt wurden, blieb ein Provisorium wegen der geplanten Rückkehr zur Demokratie und wählte ihn am 12. April 1926 wieder.
Am 10. Mai 1926 wurde er vereidigt und übte das Amt des Präsidenten bis zum 15. Mai 1930 aus. Zusammen mit Russell, der bis November 1930 auf seinem Posten in Haiti verblieb, bestimmte er somit über die Zeit von acht Jahren die Regierungspolitik Haitis in den 1920er Jahren.
Außenpolitisch begab er sich gleich zu Beginn seiner zweiten Amtszeit auf einen Staatsbesuch in die USA, wo er von Präsident Calvin Coolidge empfangen wurde. Seine Bemühungen um neue US-amerikanische Investoren waren jedoch wenig erfolgreich. Zugleich kam es durch den zwischen ihm und dem dominikanischen Präsidenten Horacio Vásquez am 21. Januar 1929 geschlossenen Vertrag zur Beilegung des alten Grenzkonflikts zwischen der Dominikanischen Republik und Haiti.
Innenpolitisch trieb er bereits ab 1927 seine Absicht für eine dritte vierjährige Amtszeit voran, die einerseits der Verfassung widersprach, andererseits zur Kritik innerhalb der Besatzungsmacht führte. Im Oktober 1929 kam es zu einem Streik an der Landwirtschaftsschule von Damien, dem sich bald auch Studenten an anderen Hochschulen anschlossen. Bornó verzichtete jedoch darauf, den aufgebrachten Studenten in einer Diskussion gegenüberzutreten.
Bedingt durch die Weltwirtschaftskrise vom 24. Oktober 1929 (Schwarzer Donnerstag) kam es zu einer Änderung der Außenpolitik der US-Regierung unter dem neuen Präsidenten Herbert Hoover, der eine Lösung von Haiti anstrebte. Hoover setzte zu diesem Zweck eine Kommission unter dem früheren Generalgouverneur der Philippinen, William Cameron Forbes, ein, die im Dezember 1929 ihre Untersuchung begann.
Als Ergebnis der Untersuchung kam es zu Maßnahmen, die eine weitere Verschlechterung der Lebensverhältnisse der Landbevölkerung zur Folge hatten. Gegen diese Vereinheitlichung der Ausfuhrprodukte, die Einführung einer Tabaksteuer und Branntweinsteuer und die geplante Bodenreform kam es bereits kurz darauf zu einem Bauernaufstand. Am 6. Dezember 1929 kam es in der Ortschaft Marchaterre zu einem bewaffneten Konflikt zwischen aufständischen Bauern und einer Kompanie der US Marines, bei dem die Marines das Feuer eröffneten und dadurch mehrere Tote verursachten.
Innenpolitisch näherte sich die Forbes-Kommission jedoch der Opposition an, indem sie die Wahl des Präsidenten wieder durch die Nationalversammlung statt den Staatsrat sowie eine Haitianisierung der Verwaltung anregte. Bezüglich einer dauerhaften Demokratie in Haiti zeigte sich innerhalb der Kommission jedoch weitgehend Pessimismus.
Seine Regierung war zwar noch durch einigen wirtschaftlichen Erfolg gekennzeichnet, allerdings führten die seit 1929 bestehenden Anti-Amerikanischen Strömungen letztlich dazu, dass seine Regierung am 15. Mai 1930 zurücktrat. Nachfolger als Übergangspräsident wurde daraufhin der Bankier Louis Eugène Roy.
Bornó zog sich darauf aus dem öffentlichen Leben zurück und verbrachte seine letzten Lebensjahre auf seinem Anwesen in Port-au-Prince.